# Рякин, Николай Васильевич
Николай Васильевич Рякин (4 декабря 1894, с. Низевское (Низево), Слободской уезд Вятская губерния Российская империя — 23 июня 1958, Москва, СССР) — советский военачальник, генерал-майор (01.07.1942).

## Биография
Родился 4 декабря 1894 года в с. Низевское, ныне село Низево в Фалёнском районе Кировской области России. Русский.

### Первая мировая война
В сентябре 1914 г. был мобилизован на службу в армию и зачислен в Пермский запасной полк. В ноябре он с маршевой ротой убыл на Западный фронт, где воевал в составе 2-го Сибирского стрелкового полка. В январе 1915 г. был ранен и находился в госпитале, по излечении его направили рядовым в 17-й Сибирский запасной полк. В ноябре 1915 г. был командирован на учёбу в Омскую школу прапорщиков. По её окончании в марте 1916 г. был произведён в прапорщики и направлен на Западный фронт, где воевал в составе 6-го Сибирского стрелкового полка, командовал взводом, ротой, дослужился до поручика. В январе 1918 г. демобилизован.

### Гражданская война
В феврале 1918 г. добровольно вступил в РККА и был назначен заведующим инструкторским отделом Пермского губернского военкомата. С июля исполнял должность пом. командира по строевой части батальона связи Пермской пехотной дивизии Уральского фронта. С ноября проходил службу в 87-м стрелковом полку 10-й стрелковой дивизии Восточного фронта в должности начальника полковой школы, затем командира роты 88-го стрелкового полка этой же дивизии. С января 1919 года командовал батальоном, затем 2-м стрелковым полком комбедов Восточного фронта, с июня — батальоном 310-го стрелкового полка 35-й стрелковой дивизии 5-й армии, с сентября — 104-й стрелковой бригадой этой дивизии. В составе этих частей принимал участие в боях с войсками адмирала А. В. Колчака на Восточном фронте, сражался в районах городов Бирск, Верхнеуральск, Троицк. В 1919 г. был ранен в бою. По выздоровлении назначен командиром бригады в 5-ю стрелковую дивизию, которая действовала в районе Петропавловска. В апреле 1920 г. убыл с дивизией на Западный фронт. С июня командиром 12-й бригады 5-й стрелковой дивизии участвовал в боях с белополяками на р. Березина, в июльском наступлении и Варшавской операции, в боях в районе городов Лида и Вилейка. По окончании Советско-польской войны осенью 1920 г. в составе этой же бригады сражался с вооружёнными формированиями генерала С. Н. Булак-Балаховича в Витебской губ., с января 1921 г. боролся с бандитизмом в составе Западного боевого участка Минского района.
Приказом РВСР № 196 от 2 февраля 1920 за боевые отличия был награждён орденом Красного Знамени.

### Межвоенный период
После войны  продолжал командовать 12-й бригадой в 5-й стрелковой дивизии. В декабре 1921 г. назначен командиром 13-й бригады, с октября 1922 г. командовал 14-м стрелковым полком этой же дивизии. В ноябре 1922 г. переведён во 2-ю стрелковую дивизию, где исполнял должности пом. командира и командира 5-го стрелкового полка, с июня 1923	г. состоял в распоряжении командира дивизии. С ноября 1923 г.  — пом. командира 81-го, а с июня 1924 г. — 79-го Кронштадтского стрелковых полков 27-й Омской стрелковой дивизии ЗапВО. В сентябре 1924 г. переведён в 4-ю стрелковую дивизию, где занимал должности пом. командира 12-го и 10-го стрелковых полков, командира 12-го стрелкового полка в г. Бобруйск, а с сентября 1925 г. — командира 10-го стрелкового полка. В феврале 1926 г. назначен командиром 99-го Оренбургского стрелкового полка 33-й Самарской стрелковой дивизии в г. Могилёв. С декабря 1928 по октябрь 1929 г. находился на учёбе на курсах «Выстрел». По окончании обучения откомандирован в распоряжение военизированной охраны ВСНХ СССР с зачислением в действующий резерв РККА, занимал должности начальника штаба Московского промышленного округа и начальника отдела Центрального управления военизированной охраны ВСНХ. В марте 1932 г. переведён из РККА в войска ОГПУ и назначен инспектором Главного управления пограничной охраны войск ОГПУ, с июня 1933 г. — старшим инспектором 2-го отделения 3-го отдела Главного управления пограничных и внутренних войск ОГПУ (НКВД). С августа 1937 г. — начальник отдела боевой подготовки и вооружения Главного управления пограничных и внутренних войск НКВД Белорусской ССР, с января 1939 г. — начальник 3-го отдела Главного управления пожарной охраны НКВД СССР, с апреля 1941 г. — начальник 4-го отдела Управления учебными заведениями НКВД СССР.

### Великая Отечественная война
4 июля 1941 г. был назначен командиром 290-й стрелковой дивизии, формировавшейся в МВО. В августе дивизия вошла в состав 50-й армии Брянского фронта и участвовала в Орловско-Брянской оборонительной операции. В ходе её она в составе армии попала в окружение, однако сумела вырваться к своим войскам и организованно отойти сначала к р. Ока, затем к Туле. В ноябре части дивизии в составе Западного фронта вели тяжёлые оборонительные бои под Тулой против частей 2-й немецкой танковой армии. В начале марта полковник  Рякин был назначен командиром 120-й стрелковой дивизии МВО. В июне 1942 г. дивизия вошла в состав 8-й резервной армии, переименованной в конце августа в 66-ю. В её составе в сентябре — октябре вела упорные наступательные бои на Сталинградском, а с 30 сентября — Донском фронтах против войск противника, прорвавшихся севернее Сталинграда. С 16 октября она была выведена в резерв на доукомплектование. С 7 ноября дивизия была переброшена к р. Дон в район нас. пункта Паньшино, где вошла в состав 24-й армии Донского фронта. В том же месяце генерал-майор Н. В. Рякин был назначен зам. командующего 65-й армией Донского фронта. В ходе контрнаступления под Сталинградом войска армии наступали из района северо-восточнее Клетской в направлении на Вертячий. К началу декабря армия вышла к р. Россошка южнее Вертячего и во взаимодействии с другими армиями фронта образовала внутренний фронт окружения сталинградской группировки противника. До 10 января 1943 г. её войска принимали участие в блокировании окружённой группировки противника с северо-запада, затем вели бои по её ликвидации.
С февраля 1943 г. исполнял должность зам. командующего 62-й армией Донского фронта. С мая 1943 г. находился на лечении по болезни в госпитале, с июля состоял в распоряжении ГУК НКО. В ноябре 1943 г. назначен зам. командующего по вузам ХВО. С июля 1944 г. состоял в распоряжении ГУК, затем в сентябре назначен начальником военной кафедры Центрального государственного ордена Ленина института физической культуры им. И. В. Сталина.

### Послевоенная карьера
После войны на той же должности. В декабре 1945 г. уволен в запас по болезни.
Проживал в Москве. Умер 23 июня 1958 года.

## Награды
СССР
- орден Ленина (21.02.1945[4])
- два ордена Красного Знамени (02.02.1920,  03.11.1944[4])
- медали, в том числе:
  - «XX лет Рабоче-Крестьянской Красной Армии»
  - «За оборону Москвы»
  - «За оборону Сталинграда»
  - «За победу над Германией в Великой Отечественной войне 1941—1945 гг.»

Российская империя
- Георгиевский крест 4-й степени